# Chihuahuanus kovariki
Espèce
Synonymes
- Kochius kovariki Soleglad & Fet, 2008

Chihuahuanus kovariki est une espèce de scorpions de la famille des Vaejovidae.

## Distribution
Cette espèce est endémique du Durango au Mexique. Elle se rencontre vers Durango et San Juan del Rio.

## Description
La femelle holotype mesure 49,85 mm.

## Systématique et taxinomie
Cette espèce a été décrite sous le protonyme Kochius kovariki par Soleglad et Fet en 2008. Elle est placée dans le genre Chihuahuanus par González Santillán et Prendini en 2013.

## Étymologie
Cette espèce est nommée en l'honneur de František Kovařík.

## Publication originale
- Soleglad & Fet, 2008 : « Contributions to scorpion systematics: III. Subfamilies Smeringurinae and Syntropinae (Scorpiones: Vaejovidae). » Euscorpius, no 71, p. 1-115 (texte intégral).